# Тереза Кристина Бурбон-Сицилийская
Тереза Кристина (полное имя Тереза Мария Кристина итал. Teresa Maria Cristina di Borbone-Due Sicilie; 14 марта 1822, Неаполь, Королевство Обеих Сицилий — 28 декабря 1889, Порту, Порту) — урождённая принцесса Обеих Сицилий, после замужества императрица Бразилии, супруга императора Педру II. В народе носила прозвище «Мать бразильцев».
Тереза Кристина была дочерью короля Обеих Сицилий Франциска I и его супруги Марии Изабеллы Испанской. С рождения ей был присвоен титул принцессы Обеих Сицилий. В 1843 году она вышла замуж за императора Бразильской империи Педру II. Брак был по доверенности и никаких тёплых чувств супруги друг другу не испытывали. Лишь со временем, благодаря терпимому характеру Терезы Кристины они полюбили друг друга. Своей щедростью, простотой и добротой императрица завоевала настоящую любовь бразильского народа. Тереза Кристина также помогала итальянцам в Бразилии и спонсировала многие археологические экспедиции в своей стране.
Большой любви супруги не испытывали, но на всю жизнь остались хорошими друзьями. В семье родилось четверо детей, двое сыновей умерли в детстве, Леопольдина, её младшая дочь умерла в возрасте 24 лет от брюшного тифа. Таким образом, наследницей Бразильской короны стала их старшая дочь Изабелла. После государственного переворота в 1889 году, императрица была отправлена в ссылку. Находясь далеко от родины, она стала болеть и её здоровье ухудшалось. Умерла от сердечной недостаточности через месяц после изгнания. За свою жизнь, императрица заслужила уважение у всех слоёв бразильского общества за свои личные качества, любовь к искусству и безупречное поведение. Тереза Кристина даже уважала мнения и интересы республиканцев, которые привели к краху империю и провозглашению республики.

## Ранняя жизнь

### Семья
Тереза Мария Кристина родилась в семье тогда ещё герцога Калабрийского Франциска, который впоследствии стал королём Обеих Сицилий. По отцу она принадлежала к дому Неаполитанских Бурбонов — итальянской ветви испанских Бурбонов. Её дедушкой со стороны отца был король Фердинанд I, бабушкой — Мария Каролина Австрийская, дочь императрицы Марии Терзеии, представительница императорской семьи Габсбургов. Матерью принцессы была испанская инфанта Мария Изабелла. Она была дочерью короля Испании Карла IV из той же династии испанских Бурбонов и Марии Луизы Пармской — представительницы Пармских Бурбонов.
Её отец умер в 1830 году. Мать пренебрегала дочерью, и 15 января 1839 года вышла замуж второй раз за Франциск, графа Бальзо (1805—1882). Невесте было 50 лет, а жениху 34. Поэтому Тереза Кристина осталась сиротой. С детства у неё сформировался мягкий и робкий характер, какого не было у её безжалостного отца или импульсивной матери.

### Брак

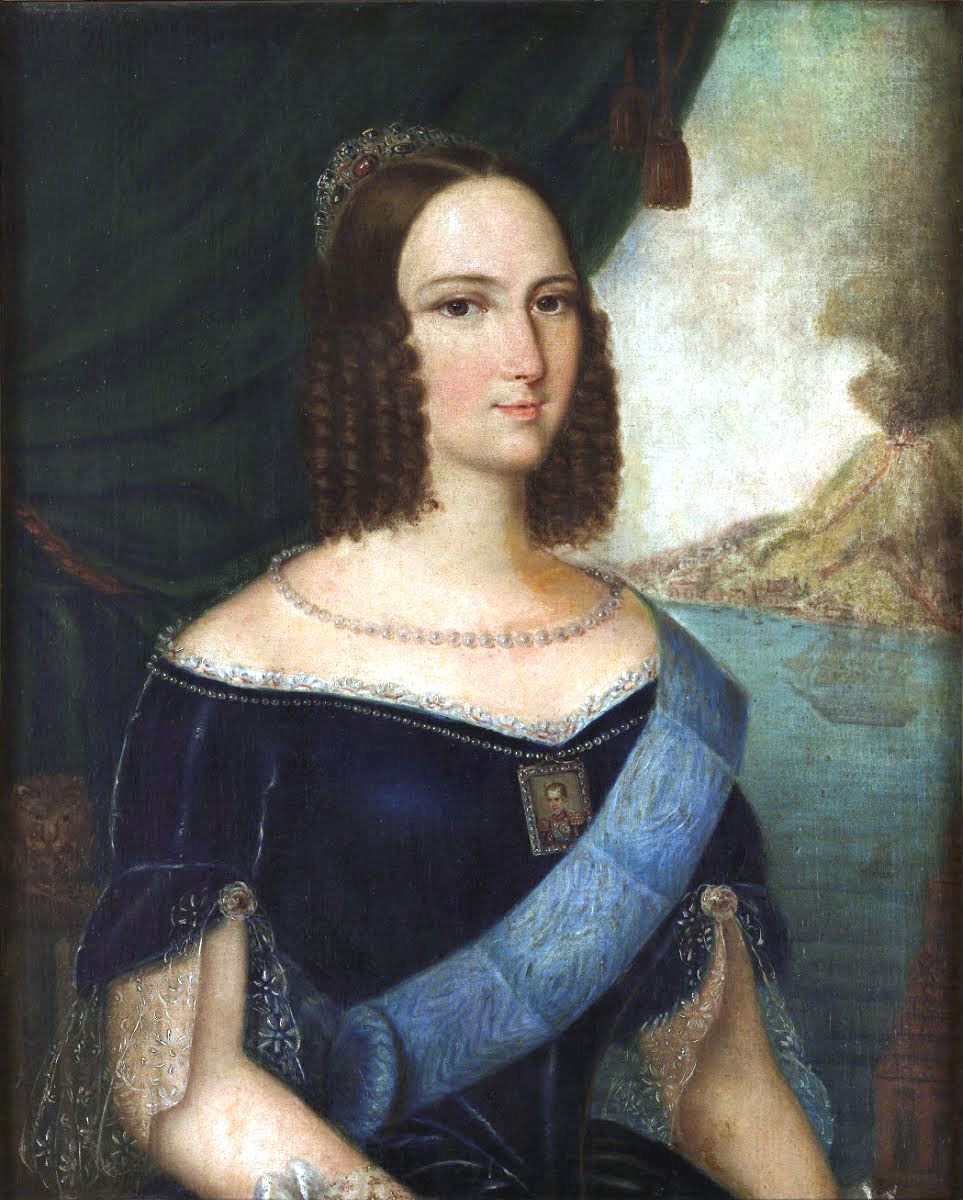
Официальный портрет Терезы Кристины — императрицы Бразилии.

Узнав о том, что молодой император Педро II ищет себе невесту, правительство королевства Обеих Сицилий предложили ему руку Терезы Кристины. Оно послало императору несколько картин, изображающих принцессу и он принял предложение женитьбы. В Бразилию принцесса отправилась вместе с братом принцем Леопольдом. Они прибыли в Рио-де-Жанейро 3 сентября 1843 года. На пристани их встречал император со своей свитой. Тысячи людей приветствовали будущую императрицу. Когда она сошла на бразильский берег, выстрелили тысячи салютов. Принцесса влюбилась в своего мужа с первого взгляда.

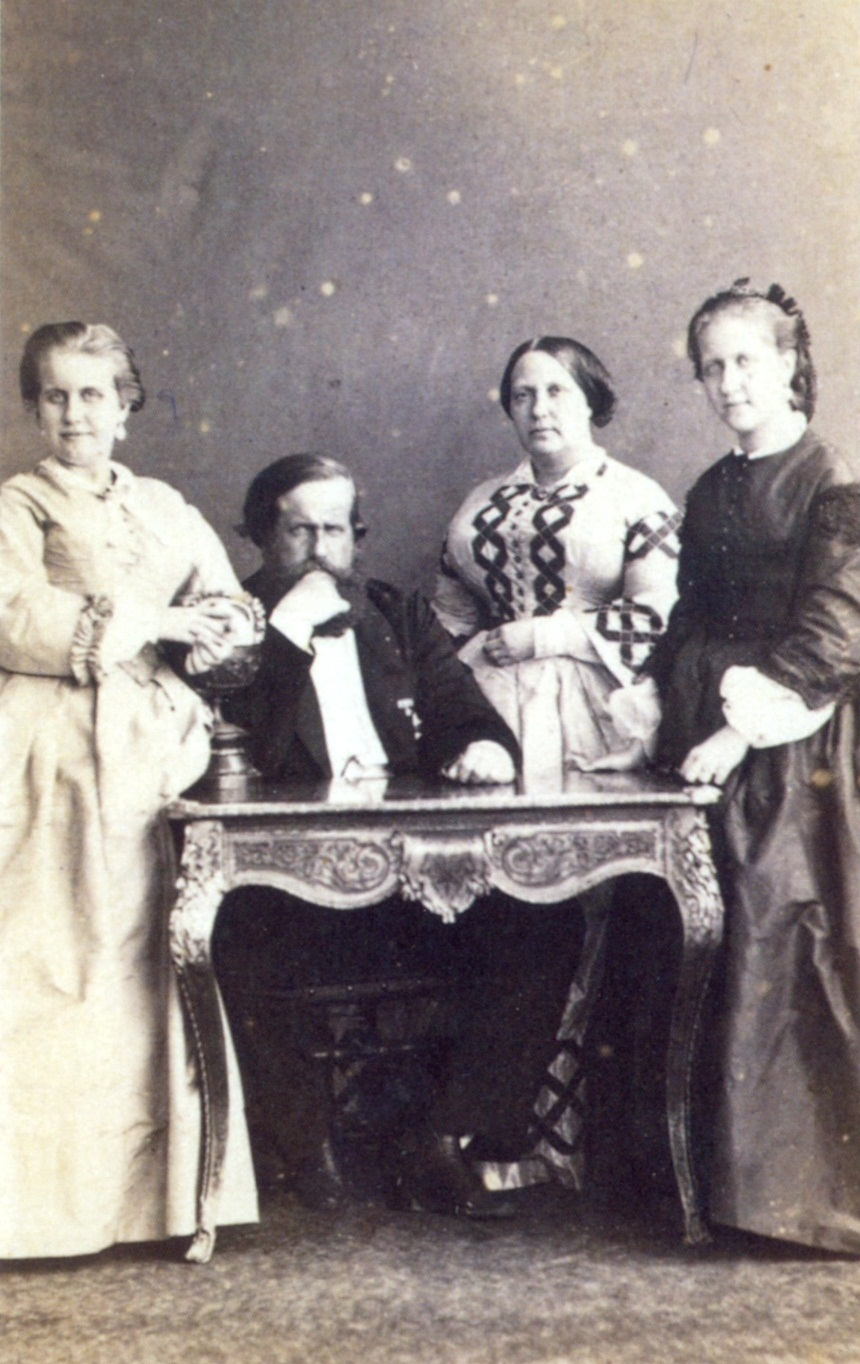
Бразильская императорская семья в 1863 году. Император, императрица и их две дочери.

Педро же был разочарован в выборе будущей невесты. Ему не нравился её внешний вид, форма лица и фигуры. На портретах она представлялась ему совершенно другим человеком. Коричневые волосы, излишний вес, вялое выражение лица, неровная походка, всё это раздражало императора. О ней он говорил, что она не урод, но и не красавица. Педро при всех стал презирать Терезу, не обращал никакого внимания на неё. Принцесса заливалась слезами, повторяя что Император не любит меня!. И всё же, несмотря на личную неприязнь императора свадьба всё же состоялась 4 сентября в Рио-де-Жанейро. Тереза стала императрицей Бразильской империи.
Хотя супруг её не любил, императрица стремилась быть хорошей женой. Выполнение государственных обязанностей и рождение детей смягчило отношение императора. Дети создавали атмосферу семейного счастья. Первый их ребёнок появился на свет в феврале 1845 года. Его назвали Афонсо и дали титул императорского принца Бразилии. Но он прожил всего два года и скончался в 1847 году. В июле 1846 года она родила девочку, которую назвали Изабеллой, которая станет впоследствии кронпринцессой Бразилии. В июле 1847 года она родила вторую дочь Леопольдину, после брака принцессу Саксен-Кобург-Готскую. Принцесса умрёт в возрасте 24 лет от брюшного тифа. Последним ребёнком императорской четы стал принц Педро, который так же умер в детстве.

## Императрица

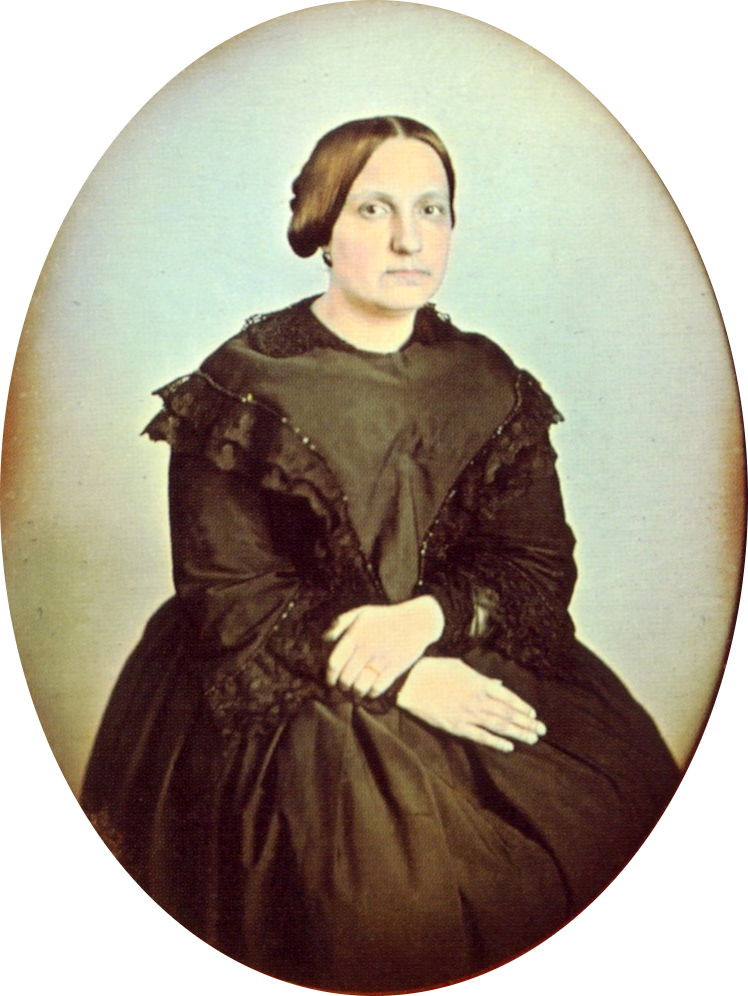
Императрица Тереза Кристина в 1851.

Тереза Кристина стала любимым человеком для императора. Она никогда не была его романтической мечтой или интеллектуальным собеседником. Она просто была предана ему и не оставляла его никогда, и император, в свою очередь относился к ней с уважением и вниманием. Педру относился к ней, как к очень хорошему и близкому другу, соратнику, но не как к жене.
Друзей у Терезы было мало. Лучшей подругой в Бразилии она считала дону Жозефину да Фонсека Коста. Одевалась императрица всегда очень скромно, лишь изредка надевала украшения по случаю какого-то официального приема. Среди её увлечений было написание писем, чтение, рисование, рукоделия, она активно занималась благотворительностью, была религиозным человеком, любила музыку, особенно оперу и сама училась петь и играть на фортепиано. Среди наук, императрицу больше всего интересовала археология. С первых дней пребывания в Бразилии, она начала собирать коллекцию археологических артефактов. Тереза также была спонсором археологических раскопок в Италии и многие из найденных предметов, от Древнего Рима до наших дней, были доставлены в Бразилию. С целью улучшения государственного образования и здравоохранения бразильского общества, императрица активно привлекала итальянских врачей, инженеров, учителей, художников, фармацевтов, медсестёр для работы в Бразилии.
Любимой женщиной для императора она так и не стала. Император заводил романы на стороне, а императрице ничего не оставалась, как молча смотреть на всё. С другой стороны, она всегда поддерживала императора и его мнение, и император платил ей тем же даже после смерти двоих сыновей. После рождения младшего сына, императрица больше не была беременной. Скорее всего это связано с тем, что император стал всё больше заводить романы с красивыми и интеллектуальными женщинами. Особенно император сблизился с Луизой де Баррос, женой французского дворянина. Она обладала всеми женскими чертами, которые так нравились Педро: умом, красотой, уверенностью в себе. Графиня Баррос служила гувернанткой у дочерей императора, которые её не любили. В своих дневниках императрица писала, что всей душой ненавидит графиню, но увы, сделать ничего не может. Дочери всецело поддерживали мать, и при каждом удобном случае пытались навредить графине, унизив её перед другими.

## Последние годы и изгнание

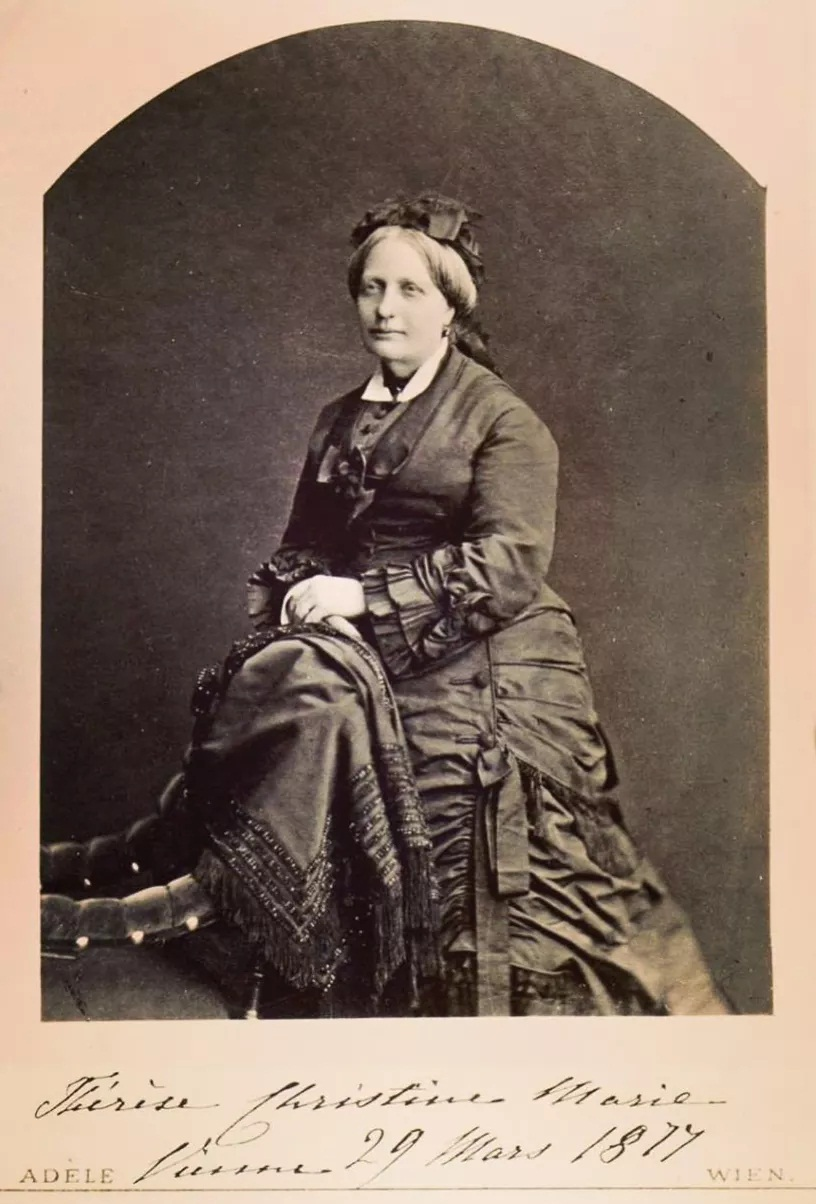
Императрица в 1877 году

Сильным ударом для императрицы стала смерть её младшей дочери Леопольдины от тифа в 1871 году. Для того, чтобы развеяться и забыть о горе император вместе с императрицей отправились в Европу. Там, в Кобурге, они хотели навестить четверых детей Леопольдины, которые остались без матери. Поездка в Европу была омрачена печальными воспоминаниями. Её семья в 1861 году потеряла престол и королевство Обеих Сицилий вошло в Объединённое королевство Италия под управление Савойской династии.
Спокойная жизнь закончилась, когда 15 ноября 1889 года монархия в Бразилии была ликвидирована. Власть захватили республиканцы, которые приказали императору и его семье немедленно отправиться в изгнание. Узнав об этом, императрица сказала:
Я теперь всегда буду плакать, зная, что теперь не смогу вступить на родную землю!
 События 15 ноября 1889 года сломили императрицу физически и психологически. В плаванье в Европу она заболела астмой. 7 декабря 1889 года они добрались до Лиссабона.

### Смерть
Из Лиссабона императорская семья отправилась в Испанию. 24 декабря они получили официальное известие о том, что им навсегда воспрещён въезд на территорию Бразилии. До этого срок изгнания был не определён. Эта новость окончательно подорвала состояние Терезы Кристины. Педро II записал в своём дневнике 28 декабря:
Услышав, что императрица зовёт меня, я подошёл к её постели. Она была холодна.
Императрица скончалась в два часа ночи этого же дня. Причиной смерти стала остановка сердца. Перед смертью рядом с ней сидела графиня Мария Исабель де Андраде Пинто. Императрица сказала ей:
Я умираю не от смерти, я умираю от горя. Я скучаю по моей дочери Изабель и по внукам, по моей любимой Бразилии, это прекрасная земля, как жаль, что я туда не вернусь...
В ночь смерти императрицы в городе собралась большая толпа людей, чтобы засвидетельствовать её смерть. По просьбе Педру, тело его супруги было перевезено в церковь Сан-Висенте-ди-Фора близ Лиссабона, где она была похоронена в Пантеоне дома Браганса. Весть о её смерти быстро распространилась по Бразилии и вызвала небывалую скорбь. Многие газеты писали о ней как о Матери бразильцев. Один из журналов писал о ней:
За сорок шесть лет, которые Донна Тереза Кристина провела в Бразилии, она искренне любила свою родину. И за всё это время она не завоевала ничего, кроме огромного уважения, похвалы и безмерной любви народа к своей императрице. Мы провозглашаем её "Матерью бразильцев" и сочувствуем императору в это тяжёлое время.
Её останки и останки её мужа были перевезены в Бразилию в 1921 году. С большой пышностью они были перезахоронены в соборе Святого Петра (порт.), в Петрополисе. В её честь были названы несколько городов в Бразилии: Терезополис (в Рио-де-Жанейро), Терезина (столица Пиауи), Кристина (в Минас Жерайс) и Императрис (в Мараньян). Не задолго до смерти Педру пожертвовал всю коллекцию археологических экспонатов, которые принадлежали его супруге, но при условии, что эта коллекция будет носить имя его жены. Это было исполнено и коллекция была распределена между бразильским Национальным архивом, Имперским музеем Бразилии, Национальной библиотекой Бразилии и бразильским историко-географическим институтом. Коллекция зарегистрирована ЮНЕСКО как наследие человечества.

## Дети
| Имя                                        | Портрет | Период жизни                   | Примечание |
| ------------------------------------------ | --- | ------------------------------ | --- |
| Афонсо, императорский принц Бразилии       | Oil portrait of the Prince Imperial as a blond-haired child in a white frock with lace at the neck and official blue sash                                                                              | 23 февраля 1845 — 11 июля 1847 | Наследник престола, умер в детстве. |
| Изабелла, императорская принцесса Бразилии | Three-quarters profile photographic portrait of a young lady with light-colored hair elaborately curled and wearing a high-necked, dark Victorian era velvet dress with dark buttons                   | 29 июля 1846 — 14 ноября 1921  | Наследница престола после смерти своих братьев. Регент Бразилии в 1871—1872, в 1876—1877 и 1887—1889. 13 мая 1888 года подписала Золотой закон об отмене рабства в Бразилии. |
| Леопольдина Бразильская                    | Photographic portrait of a young lady with light-colored hair swept back and wearing a high-necked, Victorian era striped dress, dark earrings and a dark locket suspended around her neck on a ribbon | 13 июля 1847 — 7 февраля 1871  | Вышла замуж за Августа, принца Саксен-Кобург-Готского и родила 4 сыновей. Умерла в возрасте 23 лет от брюшного тифа.                                                         |
| Педро Афонсо, императорский принц Бразилии | A painting of a blond toddler in a white dress being supported by another child wearing a blue dress.                                                                                                  | 19 июля 1848 — 9 января 1850   | Наследник престола после смерти старшего брата, умер в детстве. |

## Титулы и награды
- 14 марта 1822 — 30 мая 1843: Её Королевское Высочество Принцесса Обеих Сицилий
- 30 мая 1843 — 15 ноября 1889: Её Императорское Величество Императрица Бразильской империи

- Орден Королевы Марии Луизы (Испания)
- Орден Святой Изабеллы (Португалия)
- Благороднейший орден Звёздного креста (Австрийская империя)
- Орден Святого Карла, большой крест (Мексиканская империя)
- Орден Святой Елизаветы (Королевство Бавария)
- Орден Святого Гроба Господнего Иерусалимского, большой крест (Святой престол)
- Большой крест Чести и Преданности (Мальтийский орден)

## Литрература
- Antunes, Benedito. Machado de Assis e a crítica internacional (порт.). — São Paulo: UNESP, 2009. — ISBN 978-85-7139-977-8.
- Barman, Roderick J. Citizen Emperor: Pedro II and the Making of Brazil, 1825–1891 (англ.). — Stanford, California: Stanford University Press, 1999. — ISBN 978-0-8047-3510-0.
- Barman, Roderick J. Princess Isabel of Brazil: gender and power in the nineteenth century (англ.). — Wilmington: Scholarly Resources Inc., 2002. — ISBN 978-0-8420-2846-2.
- Behar, Eli. Vultos do Brasil: biografias, história e geografia (порт.). — São Paulo: Hemus, 1980. — ISBN 978-85-289-0006-4.
- Besouchet, Lídia. Pedro II e o Século XIX (порт.). — 2. — Rio de Janeiro: Nova Fronteira, 1993. — ISBN 978-85-209-0494-7.
- Brown, Rose. American Emperor: Dom Pedro II of Brazil (англ.). — New York: Viking Press, 1945.
- Calmon, Pedro. História de D. Pedro II (порт.). — Rio de Janeiro: J. Olympio, 1975. — Vol. 1–5.
- Carvalho, José Murilo de. D. Pedro II: ser ou não ser (порт.). — São Paulo: Companhia das Letras[англ.], 2007. — ISBN 978-85-359-0969-2.
- Cenni, Franco. Italianos no Brasil (порт.). — 3. — São Paulo: UNESP, 2003. — ISBN 978-85-314-0671-3.
- Kidder, D. P. Brazil and the Brazilians, portrayed in historical and descriptive sketches (англ.). — Philadelphia, Pennsylvania: Childs & Peterson, 1857.
- Longo, James McMurtry. Isabel Orleans-Bragança: The Brazilian Princess Who Freed the Slaves (англ.). — Jefferson, North Carolina: McFarland & Company, Inc., 2008. — ISBN 978-0-7864-3201-1.
- Lyra, Heitor. História de Dom Pedro II (1825–1891): Ascenção (1825–1870) (порт.). — Belo Horizonte: Itatiaia, 1977. — Vol. 1.
- Lyra, Heitor. História de Dom Pedro II (1825–1891): Declínio (1880–1891) (порт.). — Belo Horizonte: Itatiaia, 1977. — Vol. 3.
- Sauer, Arthur. Almanak Administrativo, Mercantil e Industrial (Almanaque Laemmert) (порт.). — Rio de Janeiro: Laemmert & C., 1889.
- Schwarcz, Lilia Moritz. As Barbas do Imperador: D. Pedro II, um monarca nos trópicos (порт.). — 2. — São Paulo: Companhia das Letras[англ.], 1998. — ISBN 978-85-7164-837-1.
- Vanni, Julio Cezar. Italianos no Rio de Janeiro (порт.). — Rio de Janeiro: Editora Comunità, 2000.
- Zerbini, Eugenia. {{{заглавие}}} (порт.) // Revista de História da Biblioteca Nacional. — Rio de Janeiro: SABIN, 2007. — Июнь (т. 2, № 17). — ISSN 1808-4001.